# Велкенрадт
Велкенрадт — коммуна в Валлонии, расположенная в провинции Льеж, округ Вервье. Принадлежит Французскому языковому сообществу Бельгии. На площади 24,47 км² проживают 9163 человека (плотность населения — 375 чел./км²), из которых 49,21 % — мужчины и 50,79 % — женщины (на 1 января 2013 г.: 9728 человек; 49,04 % — мужчины и 50,96 % — женщины). Средний годовой доход на душу населения в 2003 году составлял 11 971 евро, 2011 — 12 919 €.
Почтовый код: 4840–4841. Телефонный код: 087.